# Numia
Numia is een geslacht van vlinders van de familie spanners (Geometridae), uit de onderfamilie Ennominae.

## Soorten
- N. albisecta Warren, 1906
- N. axanaria Schaus, 1901
- N. deceptrix Warren, 1905
- N. lermia Schaus, 1901
- N. terebintharia Guenée, 1858